# Mussol Gris
Archibald Stansfeld Belaney, Archibald Belaney (18 de setembre de 1888 - 13 d'abril de 1938), conegut com a Mussol Gris (Grey Owl), fou un conservacionista, caçador i escriptor nascut en el Regne Unit que es va fer passar per un indi i defensar les Primeres Nacions (Canadà).«D'un noi britànic, criat per la seva àvia paterna i dues ties, va passar a ser una icona dels nadius americans i activista ecologista». Mentre que va aconseguir la fama com a conservacionista durant la seva vida, després de la seva mort la revelació que no era indígena, juntament amb altres falsedats autobiogràfiques, va afectar negativament la seva reputació.

## Orígens
Archibald Stansfeld Belaney va néixer el setembre de 1888, a prop de Hastings, Sussex, Anglaterra. Fill de George Belaney i Katherine "Kittie" Cox, era majoritàriament d'ascendència anglesa a banda i banda; el seu avi patern havia vingut d'Escòcia i s'havia casat a Anglaterra. George i Kittie Belaney van anar a viure als Estats Units, i Archie es va quedar a Anglaterra a cura de la seva àvia paterna, Juliana Belaney i de dues ties, germanes més petites del seu pare, Julia Caroline Belaney i Janet Adelaide Belaney, a qui el noi coneixia com a tia Carry i la tia Ada. Kittie el va venir a visitar algunes vegades.
Archie va estudiar a la Hastings Grammar School, on va destacar en assignatures com l'anglès, el francès i la química. Fora de l'escola, es passava molt de temps llegint o explorant el bosc de prop de casa seva, St Helen's Wood. Fascinat per nadius americans, Archie va llegir-los i va fer apunts en els marges dels seus llibres. Quan va deixar l'escola, va començar a treballar com a secretari en una empresa de fusta ubicada darrere de St Helen's Wood. El 29 de març de 1906, Archie va marxar al Amèrica en el SS. Canada i va navegar des de Liverpool, cap a Halifax, a Nova Escòcia (Canadà).

## Maduresa
Hi ha molts detalls poc clars de la seva vida. Però se sap que va estar un temps al llac Temagami, i la seva fascinació per la manera de viure dels anishinaabe el va impulsar a estudiar la seva llengua. Allà, va mantenir una relació amb la companya de feina anishinaabemowin, Angele Egwuna, que li va ensenyar detalls sobre la pesca i altres costums dels ojibwa. El 1909 Belaney va passar un hivern amb terres dels ojibwa i va explicar que havia estat adoptat com a caçador (posant trampes) dels Ojibwa. El 23 d'agost de 1910, es va casar amb Angele Egwuna.
Va formar part de l'exèrcit canadenc (Canadian Overseas Expeditionary Force) i que va lluitar a la Primera Guerra Mundial on va ser ferit un parell de vegades, una d'elles, amb una ferida greu al peu. Es va recuperar en hospitals d'Anglaterra i allà es va retrobar amb una amiga de la infància, Constance (Ivy) Holmes, i es van casar. El seu matrimoni va fracassar al cap de poc temps, sense que ell hagués dit a Constance que encara estava casat amb Angele Egwuna, la qual havia abandonat però no s'havia divorciat.
El 1925, amb 37 anys, quan ja es deia "Mussol Gris", almenys en alguns contextos, i afirmava que era fill d'una apatxe, va conèixer Gertrude Bernard, de 19 anys (també coneguda com a Anahareo, o Pony), una jove mohawk iroquesa que tindria una gran influència en la seva vida. Ell explica que ella el va animar a deixar de posar trampes i a publicar el seu escrits sobre la natura salvatge. Van tenir una relació durant vuit anys, tot i que Belaney encara estava legalment casat amb Angele Eguwan. Però tant Mussol Gris com Anahareo deien a la gent estaven casats; o Anareo afirmava que era un casament "informal".

## Mort
Els llargs viatges van fatigar Mussol Gris i els seus anys d'alcoholisme el van debilitar. Quan va tornar de la Primera Guerra Mundial, el consum d'alcohol de Belaney va augmentar, i no era rar que aparegués borratxo en públic. En el vaixell de tornada cap el Canadà després de la seva gira britànica de 1935, es va poder observar que "bevia molt, menjava només cebes i estava malalt".
L'abril de 1938, va tornar a Beaver Lodge, a la seva cabana al llac Ajawaan. Cinc dies després, el van trobar inconscient al terra de la cabana. Tot i que poder arribar a l'hospital Príncep Albert, va morir de pneumònia el 13 d'abril de 1938. Va ser enterrat a prop de la seva cabana. La seva primera esposa Angele va demostrar el seu matrimoni i, tot i que feia anys que no el veia, va heretar la major part del seu patrimoni. Anahareo i Shirley Dawn (que morí el 3 de juny de 1984) també van ser enterrats al llac Ajawaan.

## Escriptor i conferenciant
Belaney va destacar com un notable autor i conferenciant, principalment en temes ambientals. Treballant al National Parks Branch, Mussol Gris es va convertir en el tema de moltes pel·lícules i va ser nomenat "cuidador d'animals de parc" al Parc Nacional Riding Mountain, a Manitoba el 1931. Juntament amb els seus nombrosos articles, llibres, pel·lícules i conferències, les seves opinions sobre la conservació van ser més enllà de les fronteres del Canadà. Els seus punts de vista conservacionistes es van centrar especialment en l'impacte dels éssers humans en la naturalesa a través de la mercantilització dels recursos naturals amb finalitats de lucre, i la necessitat que els humans desenvolupessin un respecte pel món natural.
El reconeixement de Belaney ha inclòs biografies, una placa històrica en el seu lloc de naixement i una pel·lícula biogràfica de 1999 sobre la seva vida dirigida per Richard Attenborough. Pierce Brosnan fou l'actor que va fer el paper de Mussol Gris.